# 史密斯費里 (愛達荷州)
史密斯費里（英語：Smiths Ferry）是一個位於美國愛達荷州瓦利縣的城市。

## 地理
史密斯費里的座標為44°18′05″N 116°05′22″W / 44.30139°N 116.08944°W，而該地的平均海拔高度為1388米（即4554英尺）。

## 人口
根據2010年美國人口普查的數據，史密斯費里的面積為5.20平方千米，當中陸地面積為4.79平方千米，而水域面積為0.41平方千米。當地共有人口75人，而人口密度為每平方千米14.42人。